# Bet ha-Gaddi
Bet ha-Gaddi (hebr.: בית הגדי) – moszaw położony w samorządzie regionu Sedot Negew, w Dystrykcie Południowym, w Izraelu.
Leży w środkowej części pustyni Negew, przy mieście Netiwot.

## Historia
Moszaw został założony w 1951.

## Gospodarka
Gospodarka moszawu opiera się na intensywnym rolnictwie i uprawach w szklarniach.

## Komunikacja
Przy moszawie przebiega droga ekspresowa nr 25  (Nachal Oz-Beer Szewa-Arawa).